# Stazione di Orléans
La stazione di Orléans (in francese Gare d'Orléans) è la principale stazione ferroviaria di Orléans, Francia.
L'attuale rifacimento è stato inaugurato nel 2008.